# Música árabe

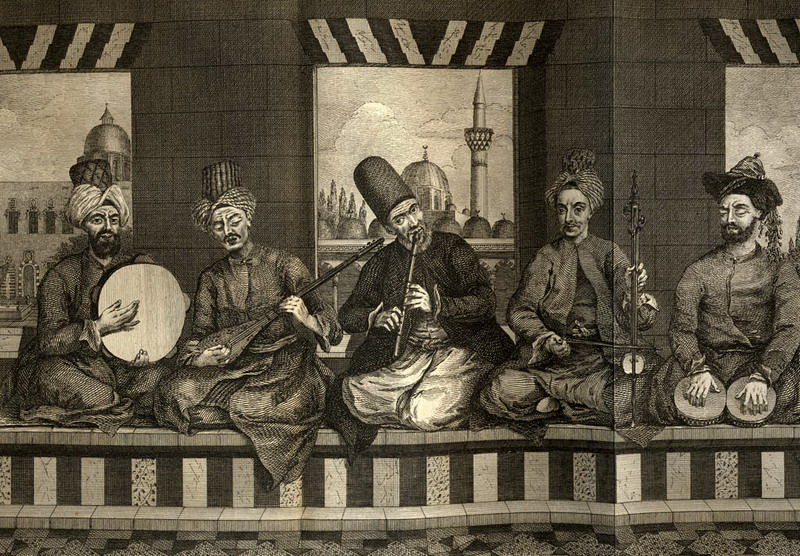
Músicos sírios em Alepo, no século XVIII.

Música árabe (árabe: الموسيقى العربية  – ALA-LC: al-mūsīqā al-‘Arabiyyah) é como é chamada a música produzida nos países de língua árabe. Os países árabes têm diversos estilos musicais ricos e diversos em razão de seus muitos dialetos; cada país tem sua própria música tradicional.
A música árabe tem uma longa história de interação com muitos outros estilos e gêneros musicais regionais. Representa a música de todos 22 estados que compõem o mundo árabe hoje.

## História
Diversos gêneros musicais locais espalhados entre a Ásia Menor e o Oceano Atlântico, e encontrados também no Magrebe e na Espanha, podem ser contemplados pelo termo "música árabe". São, em geral, gêneros que já existiam antes da disseminação do islamismo e que acabaram influenciados principalmente pelos povos persa e turco, sendo que o elemento árabe agiu como um catalisador desse processo.
Antes da chegada do islamismo, exemplos de música árabe antiga podiam ser encontrados na Península Arábica, ode condutores de camelos cantavam canções huda cujo ritmo imitava o dos passos do animal; acredita-se que essas canções serviam para espantar os espíritos do deserto e que eram bem parecidas com o buka, o lamento fúnebre da mesma região. Outro tipo comum de canção eram as encantatórias, entoadas em batalhas e acompanhadas por instrumentos como o mizaf, o qussaba e o duff.
Apesar de serem minoria nas novas regiões que conquistaram, os povos muçulmanos conseguiram assegurar uma considerável dose de unificação nos sons heterogêneos encontrados em seus novos domínios.
O profeta Maomé,bem como diversos teóricos antigos, opuseram-se ao processo de "dessacralização" da música, acreditando que seu uso para lazer diminuiria sua qualidade.
O primeiro período da música clássica islâmica veio no Califado Omíada, era na qual surgiu o primeiro grande compositor árabe: Idn Misjah. Posteriormente, no Califado Abássada, as escolas tradicional e moderna romperam uma com a outra, sendo a mais antiga liderada por Ishaq al-Mausili e Ibraim ibne Almadi.
Um dos discípulos mais famosos de Ishaq foi Ziriabe, que fincou raízes na Andaluzia após ser expulso de Bagdá pelo próprio mestre, que teria sentido inveja do talento do pupilo. Sua mudança para a região espanhola a transformou num dos principais centros da música islâmica, cujo apogeu foi o século X, época do teórico musical Al-Farabi, e cujo legado se perpetuou no Magrebe.
Quando se avalia a disseminação geográfica da música islâmica, vê-se que ela não necessariamente fincou raízes profundas na mesma proporção em que a própria religião, de modo que em regiões mais afastadas do Oriente Médio - Sudão, Mauritânia e Java, por exemplo - prevaleceram os elementos musicais locais.

## Características
A música árabe põe muita ênfase nos vocais, explorando a voz humana ao máximo e deixando o instrumental num segundo plano. O único local onde isso não ocorreu foi na região da Pérsia, onde a música instrumental já gozava de elevada tradição antes da chegada da religião islâmica.

### Estrutura e notação
A música árabe é transmitida principalmente pela tradição oral. Alguns sistemas de notação chegaram a ser desenvolvidos, mas eles nunca foram aplicados à risca de modo a não "fossilizar" a música, preferindo o executante aplicar sua própria interpretação nas canções, mudando-a de ocasião em ocasião conforme o público. A ausência de sistemas consolidados e amplamente aceitos levou os pesquisadores a dependerem dos escritos teóricos deixados pelos antigos estudiosos.
Os teóricos árabes estudaram notas e intervalos, calcularam a concordância e dissonância de intervalos e organizaram os sons em sistemas.
A música árabe é caracterizada por uma ênfase na melodia e ritmo, em oposição à harmonia. Há alguns gêneros de música árabe que são polifônicos, mas normalmente, ela é homofônica.
Como na poesia árabe os versos são completos por si só, isto é, cada verso isolado contém uma ideia inteira, as frases melódicas da música árabe também são completas isoladamente.
Do ponto de vista melódico, o sistema musical árabe é baseado na oitava dividida em 24 quartos de tom, um sistema difícil de assimilar para ouvidos acostumados à música ocidental, educados com a tonal e harmônica em uma oitava dividida em 12 semitons e fora do microtonalismo.
Para escrever a música árabe usando a notação musical ocidental, fora do quarto de tom, os sinais + e − são usados. O + serve para indicar a elevação de um quarto de um tom e o sinal − para indicar a descida de um quarto de tom. Estes sinais, combinados com o plano, sustentado e por baixo, facilitam a representação gráfica dos intervalos de quarto de tom.
O maqam árabe é um sistema de modos melódicos usados na música árabe. A palavra maqam significa estação. Cada maqam é constituída de uma escala determinada e por uma série de notas importantes, frases melódicas habituais e por um desenvolvimento melódico e por uma modulação determinada pela tradição. Tanto composições como improvisações na música árabe tradicional são baseadas no sistema maqam. O maqam pode ser interpretado com um instrumento ou com a voz e não inclui o ritmo.
As  mais importantes formas de música clássica são a waslat, no mundo árabe oriental, e a nouba, no norte do continente africano.

### Instrumentos musicais
Uma orquestra árabe tradicional consiste de três instrumentos principais: o oud (o instrumento mais notório da música árabe), o qanun e o ney. O violino árabe, chamado de kamanija, foi inserido posteriormente. O conjunto também inclui uma variedade de instrumentos de percussão como o daf, a darbuka e o riq.
Outros instrumentos musicais comumente usados na música árabe são: arghul, bendir, crótalos, mazhar, mijwiz, mizwad, rabel, tambor de copa e a zurna.

## Popularização no Brasil
A música pop árabe se popularizou no Brasil no final dos anos 1990 e início dos anos 2000, com a telenovela O Clone. Os músicos Tarkan, Cheb Khaled e Şımarık, passaram a ser frequentadores assíduos de rádios e programas de auditório no Brasil. Em 1999, Khaled emplacava hit de 1991 na MTV e nas rádios.
Aproveitando a onda, gravadoras lançavam coletâneas somente de música árabe, como a Arabian Nights, da Som Livre, que chegou a ter dois volumes.